# Estádio Walmir Campelo Bezerra
Het Estádio Walmir Campelo Bezerra (bekend als 'Bezerrão') is een multifunctioneel stadion in Gama, in het Federaal District in Brazilië. In het stadion is plaats voor 20.310 toeschouwers. Het stadion werd geopend in 1977 en gerenoveerd tussen 2006 en 2008.

## Gebruik
Het stadion wordt vooral gebruikt voor voetbalwedstrijden, de voetbalclub SE Gama maakt gebruik van dit stadion. Op het wereldkampioenschap voetbal onder 17 van 2019 werd het gebruikt. Er werden twaalf groepswedstrijden, twee achtste finales, twee halve finales, de troostfinale en de finale gespeeld.